# Fodor Ferenc (geográfus)
Fodor Ferenc (Tenke, 1887. március 5. – Budapest, 1962. május 23.) geográfus, kartográfus-történész.

## Élete
Fodor Ferenc és Ivánka Etelka gyermekeként született a Bihar vármegyei Tenkén.
1910-ben a Budapesti Tudományegyetemen szerzett bölcsészdoktori oklevelet, majd 1911-től 1919-ig a karánsebesi főgimnázium tanára volt.
1920-ban egyetemii magántanár és Teleki Pál mellett adjunktus volt a budapesti közgazdasági egyetemen, 1928-ban egyetemi tanár, 1940-1946 között pedig tankerületi főigazgató. Gazdasági, tájföldrajzi, vízrajzi, kartográfia-történeti tanulmányok és monográfiák szerzője. Teleki Pál munkatársa volt néprajzi és gazdasági térképei szerkesztésében.
Felesége Fenczik Vira volt, akit 1913-ban Ungváron vett nőül.

## Munkássága
Fő területe a gazdaság-tájföldrajz volt. Idősebb korában nagy jelentőségű térképészettörténeti munkásságot fejtett ki, mellyel áttekinthetővé vált a hazai térképészet korai anyaga. Tájföldrajzi, tájtörténeti munkái maradandó értéket rejtenek, néprajzi vonatkozásai gazdagok, melyek jelentős hatással voltak a kortárs etnográfusokra.

## Főbb művei
- Magyarország gazdasági földrajza (Budapest, 1924)
- Szülőföld és honismeret (Budapest, 1926)
- A Szörénység tájrajza (Budapest, 1930, az MTA dicséretével kitüntetett munka)
- Egy palócfalu (Nagyvisnyó) életrajza (Budapest, 1930)
- A Jászság demográfiája a XVII. században (Budapest, 1934)
- Adatok a magyar gyepük földrajzához. Hadtörténelmi Közlemények 1936, 113-144
- Magyar föld, magyar élet (Budapest, 1937)
- Az elnemsodort falu (Tenke-Bélfenyér) (Budapest, 1940)
- A Jászság életrajza (Budapest, 1942 az MTA Serbán-díjával és az Akadémiai emlékéremmel jutalmazott mű)
- Egy magyar táj asszimiláló ereje. In: Temesy Győző (szerk.) 1944: Földrajzi zsebkönyv 1944. Budapest, 103-113.
- A magyar térképírás (1952–1954)
- Az "Institutum Geometricum" (Budapest, 1954)
- A magyar kéziratos vízrajzi térképek katalógusa 1867-ig (I–III. Budapest, 1954–1956)
- A magyar vízimérnököknek a Tisza-völgyben végzett felmérései és azok eredményei (Budapest, 1957. az MTA által jutalmazott pályamunka).
- A magyar földrajztudomány története. (Az eredeti kézirat alapján sajtó alá rendezte Dövényi Zoltán MTA Földrajztudományi Kutatóintézet, Budapest, 2006)